# Rayman Raving Rabbids 2
Rayman Raving Rabbids 2 (в России издавалась под названием «Rayman. Бешеные кролики 2») — компьютерная игра 2007 года, разработанная и изданная компанией Ubisoft. Является продолжением игры Rayman Raving Rabbids.

## Сюжет
Безумные кролики продолжают стремиться к мировому господству. Рэйман должен этому помешать. Действие игры происходит в принадлежащем кроликам секретном месте, которое находится под торговым центром. Игра содержит 51 мини-игр (в PC версии-16).

## Игровой процесс

### Версия для Wii и Windows
В отличие от первой игры, большое внимание уделено многопользовательской игре. В мини-игры можно играть, войдя в режим, известный как «Путешествия», который разделен на пять регионов Земли: США, Европа, Азия, Южная Америка и тропики. В игре представлена 51 мини-игра, по 9 на каждый регион. 5 из этих мини-игр выбираются случайным образом каждый раз, когда игрок начинает путешествие. Завершение путешествия открывает доступ к этим мини-играм, в которые позже можно играть индивидуально в режиме свободной игры. Кроме того, игроки могут использовать режим настройки поездки, чтобы создавать свои собственные поездки, используя доступные мини-игры.
Игра включает в себя широкий выбор мини-игр, которые посвящены разным темам и используют разные схемы управления. В играх с ритмической музыкой игроки используют отдельные инструменты (пение, гитара, барабан, клавишные и т. д.) для выступления в составе группы Rabbid. В каждую мини-игру можно играть одновременно с четырьмя игроками, такими как кролики или Рэйман.
Стрелялки, которые в первой игре были разбросаны по обычным уровням, теперь перенесены в отдельный режим под названием «Тир», где в них можно играть после завершения режима «Путешествия». В этих железнодорожных шутерах от первого лица используются реальные кадры локаций по всему миру с добавленными путём редактирования фотографий кроликами.
Версия для ПК идентична версии для Wii за исключением того, что количество мини-игр было уменьшено до 16.

#### Кастомизация персонажа
В игре есть возможность создавать наряды как для Рэймана, так и для Бешеных кроликов. Эти наряды часто являются пародиями или отсылками к известным персонажам фильмов, комиксов или видеоигр, включая Индиану Джонса, Человека-паука, Супермена, Черепашек-ниндзя, Сэма Фишера, Кена Мастерса из Street Fighter, Солдата из игры Haze для PlayStation 3, шляпу Красти Крю из сериала «Губка Боб Квадратные Штаны», Джейсон Вурхиз из «Пятницы, 13-е» и костюм Альтаира из другой игры Ubisoft, Assassin’s Creed.

#### Саундтрек
Как и в первой части, в саундтрек вошли 10 песен, использованных в игре:
1. Джеймс Браун — «Papa’s Got a Brand New Bag» (только в версии для Wii)
2. The Rolling stones — «(I Can’t Get No) Satisfaction» (только в версии для Wii)
3. Deep Purple — «Smoke on the Water» (только в версии для Wii)
4. Kool & the Gang — «Celebration»
5. Dion and the Belmonts — «A Teenager in Love» (кроме японской версии для Wii и версии DS)
6. Puffy AmiYumi — これが私の生きる道 («Kore ga watashi no ikiru michi») (только в японской версии для Wii)
7. Lipps Inc — «Funkytown»
8. The Drunken Sailor «Remix» (только в версии для DS)
9. The Butcher Dee-Jay (только в версии для DS)
10. Dark Iron Bunnies (только в версии для DS)

### Версия Nintendo DS
Версия игры для Nintendo DS имеет похожую схожую с версиями для Wii и Windows сюжетную линию, но с некоторыми отличиями. Версия для Wii показывает, как Рэйман замаскированно вторгается в штаб-квартиру Кроликов, в то время как сюжетная линия DS объясняет, как Рэйман последовал за кроликами на Землю и узнаёт, что кролики планируют изучить поведение людей и подражать им. Затем он решает помочь людям, следуя за кроликами во всех регионах мира (то есть США, Европе, Азии и т. д.), собирая информацию и доказательства о выходках и поведении кроликов. Отмечая, что кролики слишком глупы, чтобы понять мир и его культуру, он делает вывод о том, что они представляют собой опасную угрозу. Затем он даёт информацию людям, чтобы помочь предотвратить дальнейшие атаки кроликов в будущем, что и произошло в конце сюжетного режима.

## Разработка и выход
Игра была анонсирована 23 мая 2007 года. Тогда же стало известно, что Rayman Raving Rabbids 2 станет эксклюзивом для консолей Nintendo DS и Wii. Николя Нормандон, режиссёр игры, в интервью с игровым изданием GameSpot объяснил причину эксклюзивности игры:
«Некоторые мини-игры полностью упустили бы свою суть без пульта Wii Remote. Мы хотим пойти ещё глубже и создать новый опыт для игрока, и RRR2 (Rayman Raving Rabbids 2) идеально вписывается в эту философию».
В июле 2007 года, на выставке Ubidays была представлена играбельная демо-версия игры. 6 ноября 2007 года на официальном YouTube-канале Ubisoft вышел финальный трейлер к игре.
Несмотря на заявления об эксклюзивности игры на платформах компании Nintendo, игра вышла на компьютеры под управлением Windows в 2008 году на территориях Польши и России. Дистрибьютором ПК-версии игры на территории России и её локализатором на русский язык стала компания «Бука», которая также занималась локализацией первой Rayman Raving Rabbids.

## Отзывы
| Сводный рейтинг | Сводный рейтинг |
| Агрегатор       | Оценка          |
| --------------- | --------------- |
| GameRankings    | 68,15 %         |